# 토요타 2000GT

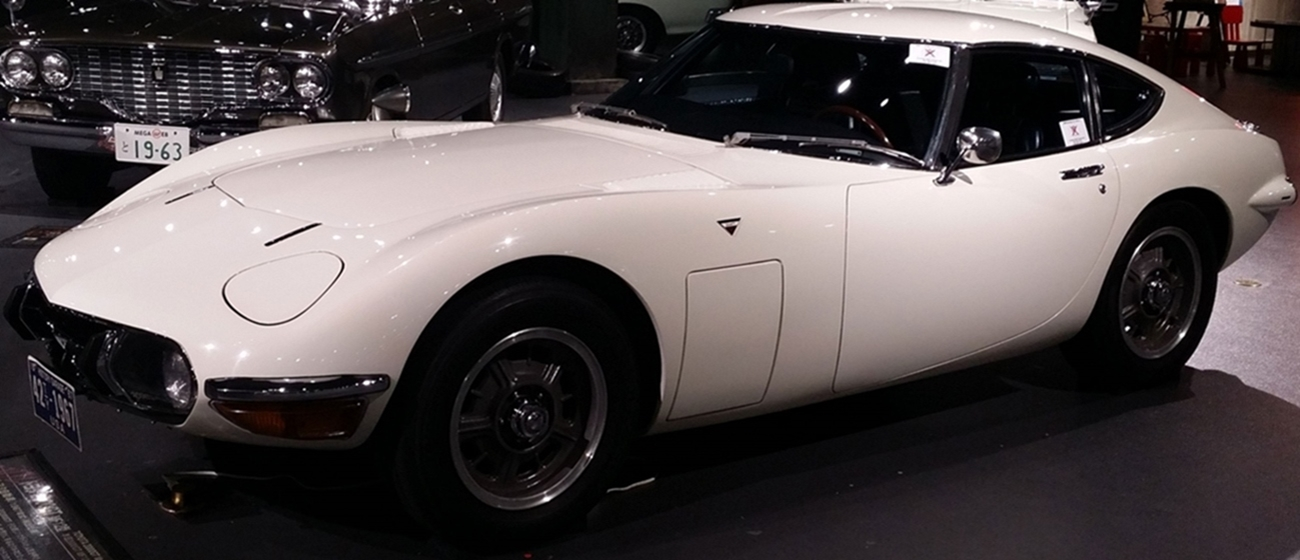
토요타 2000GT 정측면

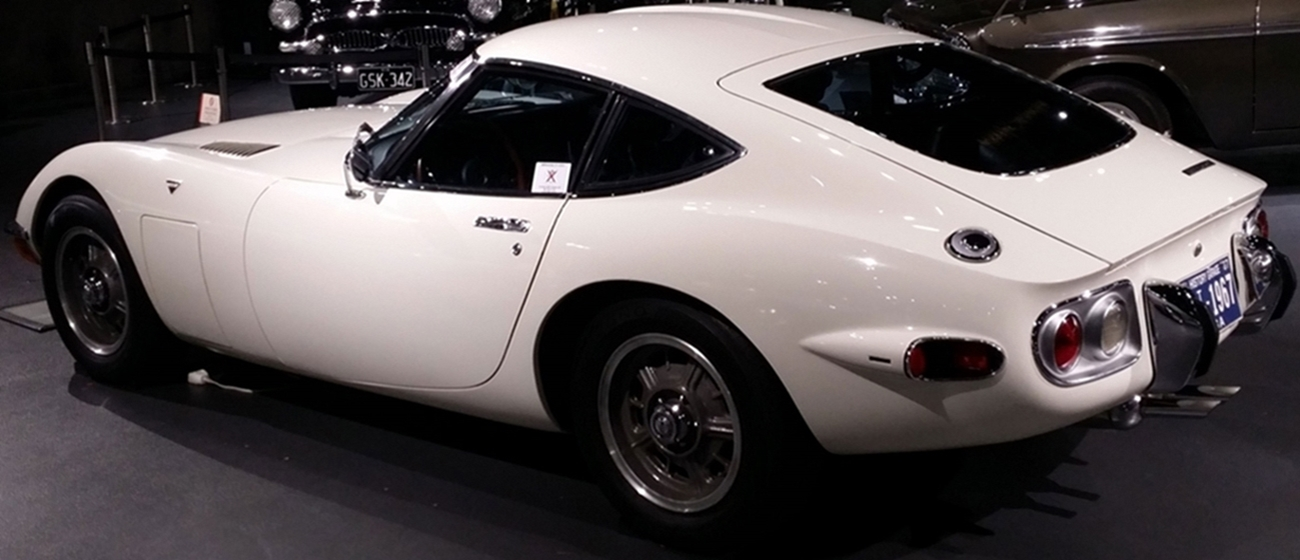
토요타 2000GT 후측면

토요타 2000GT(Toyota 2000GT)는 일본의 토요타 자동차와 야마하가 공동 개발하고, 야마하가 1967년 5월부터 1970년 10월까지 생산하여 토요타 자동차 브랜드로 판매된 후륜구동 스포츠카이다. 직렬 6기통 2.0리터 DOHC 엔진을 이용했다.

## 개요
1960년대 초반에 일본이 고도 성장기에 접어들면서 모터리제이션이 일어나던 시기여서 닛산 자동차와 혼다 기연 공업 등에서 스포츠카의 출시와 경쟁이 이루어졌다. 이러한 스포츠카는 자동차 회사의 기술력을 어필할 수 있고, 이미지 제고에도 크게 기여하는 존재였다. 그러나 당시 토요타 자동차는 스포츠카가 없는 상태였다. 1965년 3월에 출시된 스포츠 800이 있었으나, 이는 800cc 엔진이 적용된 소형 스포츠카였다. 따라서 본격적인 스포츠카의 개발이 시작되었는데, 1964년 9월부터 섀시와 디자인 등의 기본 설계는 토요타 자동차 스스로에 의하여 단기간에 진행되고 있었다. 출시 당시의 2000GT의 가격은 238만 엔으로, 토요타 자동차의 고급 승용차인 크라운 2대 가격, 대중 승용차인 코롤라 6대 가격에 맘먹을 만큼 고가였다. 1967년 당시에 일본의 대졸 초임 월급이 대략 2만 6천 엔 전후였던 것을 감안하면 현재 가치로는 1천 5백만 엔에서 2천만 엔 정도에 해당될 정도로 일반 사람들에게 그림의 떡인 존재였다. 무척 까다로웠던 생산 방식 탓에 총 337대 만이 생산되었다. 일본을 무대로 한 영화 007 두번 산다에서는 본드카로 2000GT가 등장하였는데, 제임스 본드 역할을 맡은 숀 코너리가 장신이어서 좁은 실내 공간에 탈 수 없던 탓에 기존의 쿠페 타입의 차체를 로드스터 타입으로 개조하였다.

## 야마하의 기술 공여
같은 시기에 모터사이클 제조 업체로 이미 일본을 대표하는 존재가 된 야마하 발동기에서는 닛산 자동차와 제휴하여 고성능 스포츠카의 개발을 진행하고 있었다. A550X라는 프로젝트명 아래 개발이 진행되어 컨셉트 카도 만들어졌으나, 이 계획은 닛산 자동차의 사정에 의하여 백지화되었다. 그래서 야마하 발동기는 스포츠카 개발의 새로운 파트너로 토요타 자동차에 접근하였고, 이미 스포츠카 개발에 착수한 토요타 자동차도 이를 승낙하여 다시 개발이 시작되었다. 1965년 1월부터 토요타 자동차의 개발진 4명이 야마하 발동기에 가서 2000GT의 개발을 추진하였는데, 개발의 근거지를 야마하 발동기로 옮기게 된 것은 본사는 일절 관여하지 않을 테니 파견 나간 네 명이 알아서 진행하라는 매우 이례적인 지시를 내놓았기 때문이다. 같은 해 8월에는 개발이 진행된 지 11개월 만에 시작차 1호가 완성되어 토요타 자동차에 보내졌다. 당시 토요타 자동차는 대중적인 자동차만 만들었기에 고성능 엔진의 개발이나 고급스러운 인테리어 등에는 능숙하지 않아 2000GT의 고성능 엔진과 고급스러운 인테리어는 야마하 발동기의 엔진 개발 기술이나 악기의 목공 기술이 대거 반영되었고, 악기의 재료가 되는 양질 목재를 다루는 것에 능숙하여 계기판과 스티어링 휠 재료의 공급과 가공까지 담당하였다. 이 때문에 과연 토요타 자동차의 것으로 보아야 하는가라는 의문이 일부 자동차 매니아와 평론가에 의해서 제기되고 있다. 토요타 자동차가 자사의 역사 이야기를 하면서 2000GT를 내세울 때마다 이와 같은 조롱 섞인 비판이 나오기도 한다. 토요타 자동차와 야마하 발동기 중 어느 쪽이 2000GT의 개발에 더 많은 기여를 하였는지에 대한 공식적인 내용이 없으며, 야마하는 지금도 이 같은 질문에 양사가 서로 협력했다는 원론적인 입장만 내놓고 있다.

## 미디어 속의 2000GT
- 영화 007 두 번 산다에는 로드스터가 등장한다. 양산 차량은 쿠페로만 제작, 시판되었으나 차의 크기가 숀 코너리의 체격에 맞지 않아 오로지 이 영화만을 위하여 2대가 특별 제작되었다.
- 20세기 소년의 등장 인물 사다키요의 차량으로 나온다.
- 짱구는 못말려 극장판: 어른 제국의 역습에서는 등장 인물이자 악역인 켄의 차량으로 나온다. 또한 TV 시리즈에서도 2000GT가 등장하는 에피소드가 있는데, 이때는 노하라 히로시가 새차를 다시 알아보는 내용이었고, 히로시의 상상 및 프라 모델로 등장했다.
- 석유를 대신한 대체 에너지로 사용하는 미래를 다룬 디멘션 W에서는 특수 부대 출신이자 구식 제품을 사용하는 주인공인 마부치 쿄마의 차량으로 나온다.
- 애니메이션 미소녀전사 세일러문 S에서는 텐오 하루카의 차량으로 나오며, 노란색 로드스터이다.